# Ibeas de Juarros
Ibeas de Juarros là một đô thị trong tỉnh Burgos, Castile và León, Tây Ban Nha. Theo điều tra dân số 2004 (INE), đô thị này có dân số là 1.192 người. It's near the Archaeological Site of Atapuerca.